# Орора (Ајова)
Орора (енгл. Aurora) град је у америчкој савезној држави Ајова. По попису становништва из 2010. у њему је живело 185 становника.

## Демографија
Према попису становништва из 2010. у граду је живело 185 становника, што је -9 (-4.6%) становника више него 2000. године.
| Група             | 2000.       | 2010.       |
| Белци             | 184 (94,8%) | 173 (93,5%) |
| Афроамериканци    | 0 (0,0%)    | 1 (0,5%)    |
| Азијати           | 0 (0,0%)    | 0 (0,0%)    |
| Хиспаноамериканци | 0 (0,0%)    | 3 (1,6%)    |
| Укупно            | 194         | 185         |